# Zygomyia multiseta
Zygomyia multiseta är en tvåvingeart som beskrevs av Zaitzev 2002. Zygomyia multiseta ingår i släktet Zygomyia och familjen svampmyggor. Inga underarter finns listade i Catalogue of Life.